# Mikko Kousa
Mikko Kousa (11 maja 1988 w Lahti) – fiński hokeista, reprezentant Finlandii. Syn piłkarza, Keijo Kousy.

## Kariera klubowa
- Kiekkoreipas U16 (2003-2004)
- Kiekkoreipas U18 (2004-2005)
- Pelicans U20 (2006-2008)
  -  Suomi U20 (2007, 2008)
- Pelicans (2008-2010)
  -  HeKi (2010)
- HIFK (2010-2012)
- Torpedo Niżny Nowogród (2012-2013)
- MODO (2013)
- Jokerit (2013-2014)
- Lukko (2014-2015)
- KHL Medveščak Zagrzeb (2015)
- SC Bern (2015-2016)
- Djurgårdens IF (2016)
- Pelicans (2016-2019)
- HIFK (2019-)
- Pelicans (2021-2022)
- Düsseldorfer EG (2022-)

Wychowanek klubu Kiekkoreipas. Od maja 2012 do początku stycznia 2013 roku zawodnik Torpedo Niżny Nowogród. Następnie do marca 2013 roku zawodnik MODO. Od kwietnia 2013 roku zawodnik Jokerit. Od lipca 2014 zawodnik Lukko. Od października 2015 zawodnik. Od końca listopada 2015 zawodnik SC Bern. Od września do grudnia 2016 zawodnik szwedzkiego Djurgårdens IF. Od grudnia 2016 ponownie zawodnik Pelicans. W maju 2019 przeszedł do HIFK. W październiku 2021 został ponownie zaangażowany przez Pelicans Lahti. W październiku 2022 trafił do niemieckiego Düsseldorfer EG.

## Sukcesy
Klubowe
- Złoty medal mistrzostw Finlandii: 2011 z HIFK

Indywidualne
- Liiga (2019/2020): Trofeum Juhy Rantasili - pierwsze miejsce w klasyfikacji strzelców wśród obrońców: 10 goli[16]